# Grand Anse (Praslin)

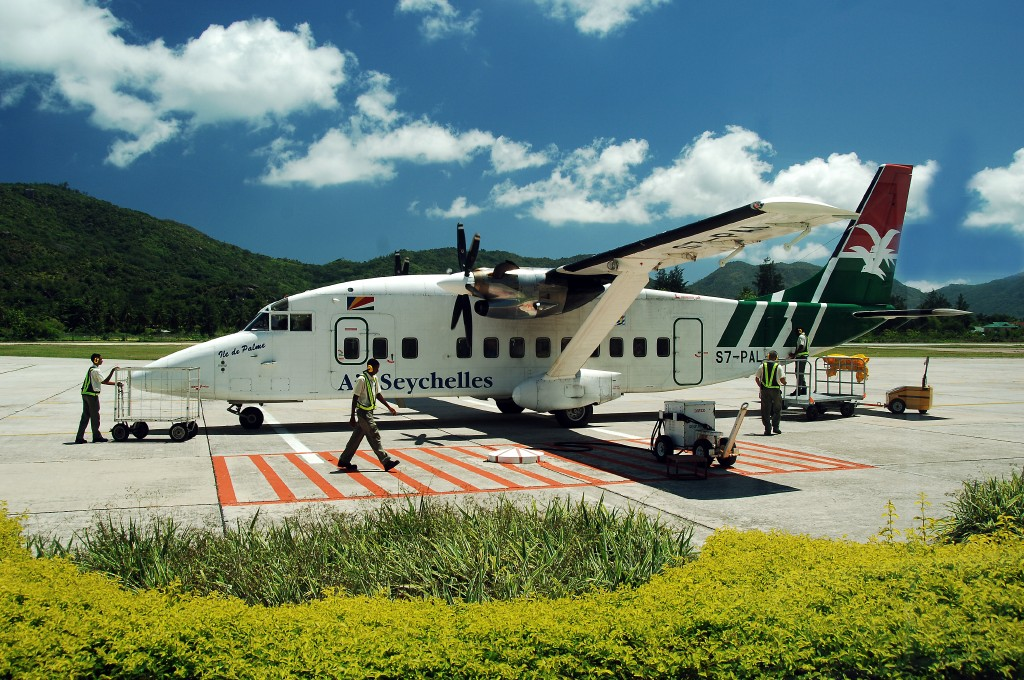
Auf dem Flugplatz von Praslin

Grand Anse Praslin (alternative Schreibweise Grand' Anse) ist einer der 25 Verwaltungsbezirke der Seychellen. Er ist der südliche der beiden Bezirke auf der Insel Praslin und ist mit 14 Quadratkilometern flächenmäßig der kleinere, aber dichter besiedelte.

## Etymologie
Der Bezirk ist nach der im Süden liegenden großen Bucht (französisch: Grande Anse) benannt. Da die Landessprache der Seychellen eine französischbasierte Kreolsprache ist und erst seit zwei Jahrzehnten schriftlich fixiert wurde, variiert die Schreibweise des Bezirks sowie der gleichnamigen Hauptsiedlung. Im offiziellen Wappen des Bezirks lautet die Bezeichnung Grand Anse Praslin. Der Zusatz Praslin ist notwendig, da es auf Mahé ebenfalls einen Bezirks namens Grand Anse gibt. Insgesamt gibt es acht Buchten mit diesem Namen auf den Seychellen.

## Geographie
Zum Bezirk gehören auch die im Südwesten gelegenen Inseln Cousin und Cousine.

## Wirtschaft und Infrastruktur
Der bedeutendste Wirtschaftsfaktor des Bezirks ist der Tourismus, der allerdings in geringerem Maße stattfindet als im benachbarten Bezirk Baie Sainte Anne. In Grand Anse gibt es überwiegend kleinere Hotels, aber mit dem Lémuria eines der luxuriösesten auf den Seychellen. Dort befindet sich auch der einzige 18-Loch-Golfplatz des Landes, zu dem sich Spieler von anderen Inseln mit dem Hubschrauber einfliegen lassen. Im Nordwesten befindet sich der Flugplatz der Insel Praslin, von dem aus mehrfach täglich Flüge nach Mahé stattfinden.

## Sehenswürdigkeiten
Mit dem Urwald Vallée de Mai, einem von zwei Weltnaturerbestätten der Seychellen, verfügt der Bezirk über eine Touristenattraktion ersten Ranges, die er sich mit dem anderen Inselbezirk Baie Sainte Anne teilt. Die Anse Georgette im Nordwesten ist ein sogenannter Traumstrand, ebenso wie die Petite Anse Kerlan. Letztere ist jedoch nur eingeschränkt über das Lémuria-Resort zu betreten. Ein beliebtes Touristenziel ist die Ocean Farm, die einzige Austernfarm im Indischen Ozean, wo die sogenannten Tahitiperlen gezüchtet werden.